# 迷人小姐-王菲珍藏集
《迷人小姐-王菲珍藏集》是香港歌手王菲在赴港前錄製的專輯，於1987年发行卡帶。2004年曾由飛樂唱片以CD介質再版發行。加入兩首曾收錄于其他合集中的歌曲，《往事》（翻唱自鄧麗君的《月夜訴情》）和《說一句》（翻唱自歐陽菲菲的《談情話》）。原卡帶版收錄的《十三妹》（電影《俠女十三妹》主題曲，原唱李谷一），CD版未再次收錄。另外04年再版CD封套文案上的「王菲处女作」、「第一張唱片」說法並不準確，這張專輯其實是王菲中學時期錄製的第六張專輯。

## 曲目
1. 請你別說
2. 多夢的童年
3. 你在我身邊
4. 請你猜一猜
5. 我們倆
6. 想讓你知道
7. 女孩
8. 心牆
9. 瀟灑的走
10. 月光下的戀情
11. 十三妹
12. 最後的告白
13. 除了你
14. 下次相逢

## 04年再版曲目
1. 女孩
2. 往事（*翻唱自鄧麗君的〈月夜訴情〉）
3. 瀟灑的走
4. 想讓你知道
5. 月光下的戀情
6. 心牆
7. 請你猜一猜
8. 多夢的童年
9. 我們倆
10. 你在我身邊
11. 請你別說
12. 除了你
13. 说一句（*翻唱自歐陽菲菲的〈談情話〉）
14. 最後的告白
15. 别了,朋友（下次相逢）